# Deutsche Hochschule für Politik
Die Deutsche Hochschule für Politik (DHfP) war eine am 24. Oktober 1920 eröffnete private Hochschule in Berlin. Sie ging hervor aus der Staatsbürgerschule, die Friedrich Naumann 1918 ins Leben gerufen hatte. 1940 wurde sie in die Auslandswissenschaftliche Fakultät der Friedrich-Wilhelms-Universität eingefügt, 1948 neu gegründet und 1959 in das Otto-Suhr-Institut der Freien Universität Berlin umgewandelt.

## Aufgaben

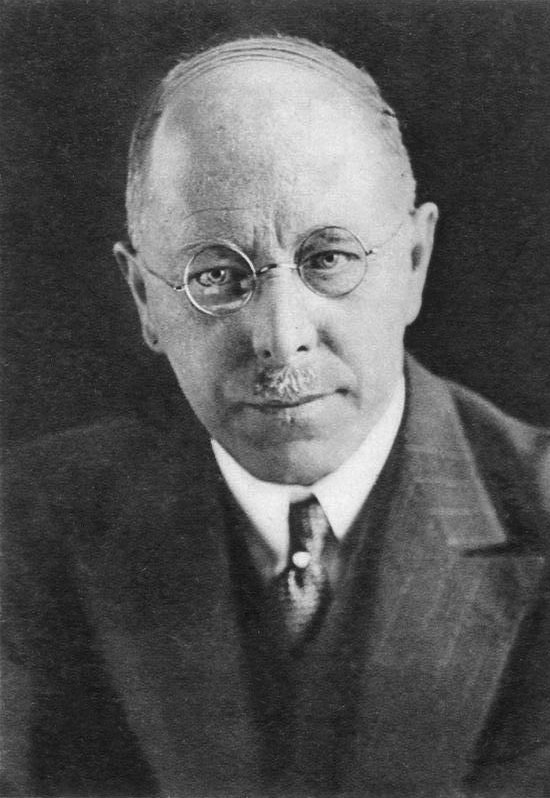
Carl Heinrich Becker (1925)

Die DHfP sollte aus einem liberalen Geist heraus die elementaren Grundsätze eines demokratischen Gemeinwesens in Deutschland etablieren und die noch junge Weimarer Republik in diesem Sinne gegen antidemokratische Tendenzen festigen helfen. Politikwissenschaft wurde zu dieser Zeit noch als Demokratiewissenschaft verstanden und bezeichnet. Vorgängereinrichtung der Hochschule für Politik war die 1918 gegründete Staatsbürgerschule in Berlin, welche auf eine Initiative des liberalen Politikers Friedrich Naumann zurückging, und wie diese durch einen eingetragenen privaten Verein statt durch den Staat getragen wurde. Ein Vorbild fand die DHfP in der privaten Hochschule Ecole Libre des Sciences Politiques in Paris, welche sich die geistige und moralische Erneuerung der politischen und administrativen Führungskräfte Frankreichs zum Ziel setzte.
Förderer bzw. Mitglieder des Gründungskuratoriums waren u. a. Walter Simons, Ernst Jäckh, Friedrich Naumann, Friedrich Meinecke, Max Weber, Hugo Preuß, Gertrud Bäumer und Moritz Julius Bonn. Einen wesentlichen Anteil an der erfolgreichen Gründung der neuen Hochschule hatte der preußische Kultusminister, Bildungsreformer (und Islamwissenschaftler) Carl Heinrich Becker.

## Weimarer Republik

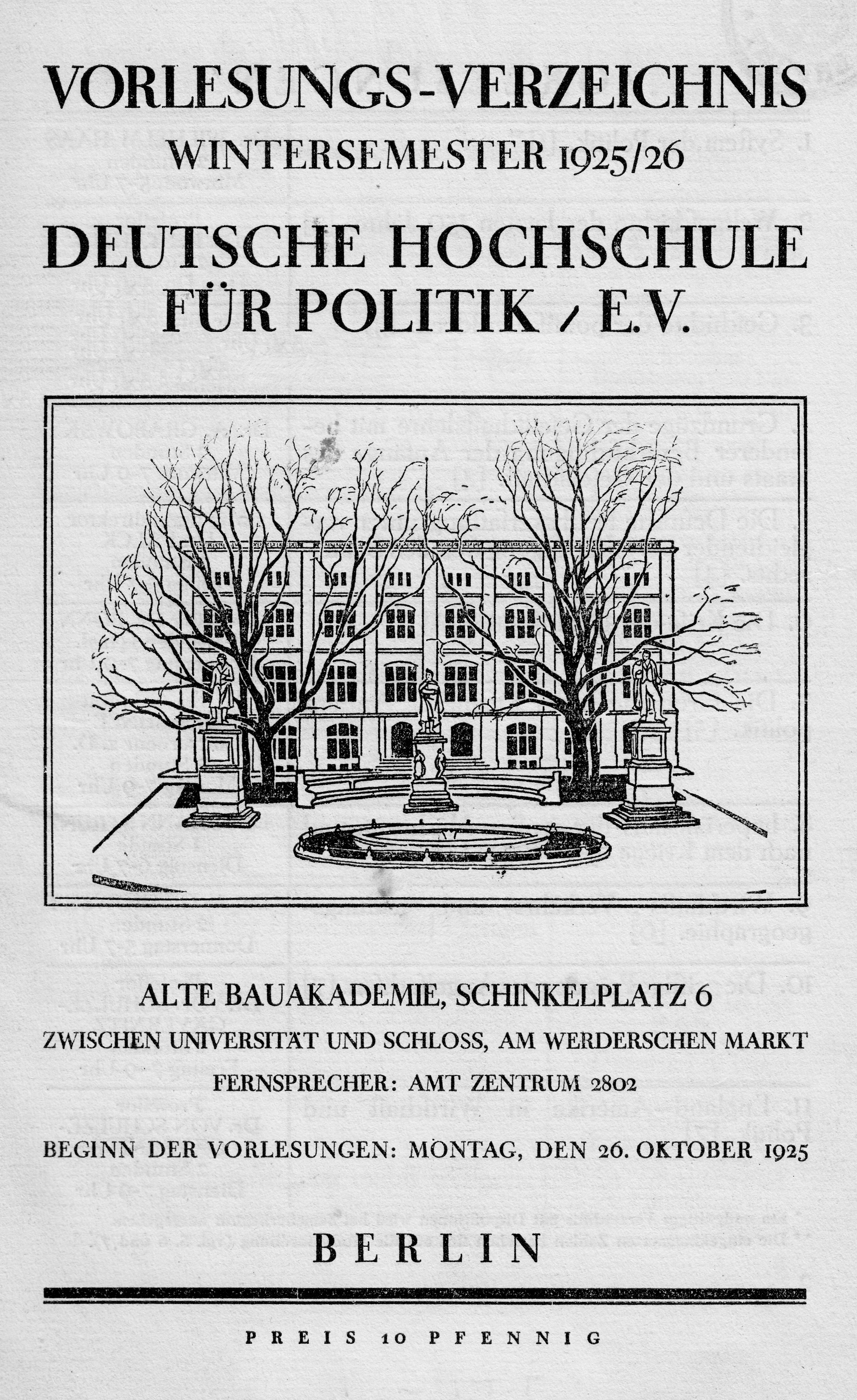
Auf dem Titelblatt des Vorlesungsverzeichnisses der Deutschen Hochschule für Politik, Berlin, für das Wintersemester 1925/26 ist eine Zeichnung zu sehen, die die Alte Bauakademie am Schinkelplatz 6 zeigt.

Vorlesungen und Seminare für die ersten 120 Studenten fanden anfangs lediglich am Abend am Berliner Schinkelplatz in der Berliner Bauakademie mit überwiegend nebenamtlichen Honorardozenten statt. Schwerpunktbereiche waren zunächst Allgemeine Politik, Politische Geschichte und Politische Soziologie, Außenpolitik und Auslandskunde, Innenpolitik, einschließlich Kulturpolitik und Pressewesen, sowie Rechtsgrundlagen bzw. Wirtschaftsgrundlagen der Politik.
Mit steigenden Studentenzahlen erhöhte sich in den Folgejahren der Anteil der hauptamtlichen Dozenten sowie der Lehrstühle. Ein Abschlussdiplom der Hochschule für Politik konnte aufgrund der Schwierigkeiten, die Ausbildung zu akademisieren, erst ab Mitte der zwanziger Jahre erworben werden.

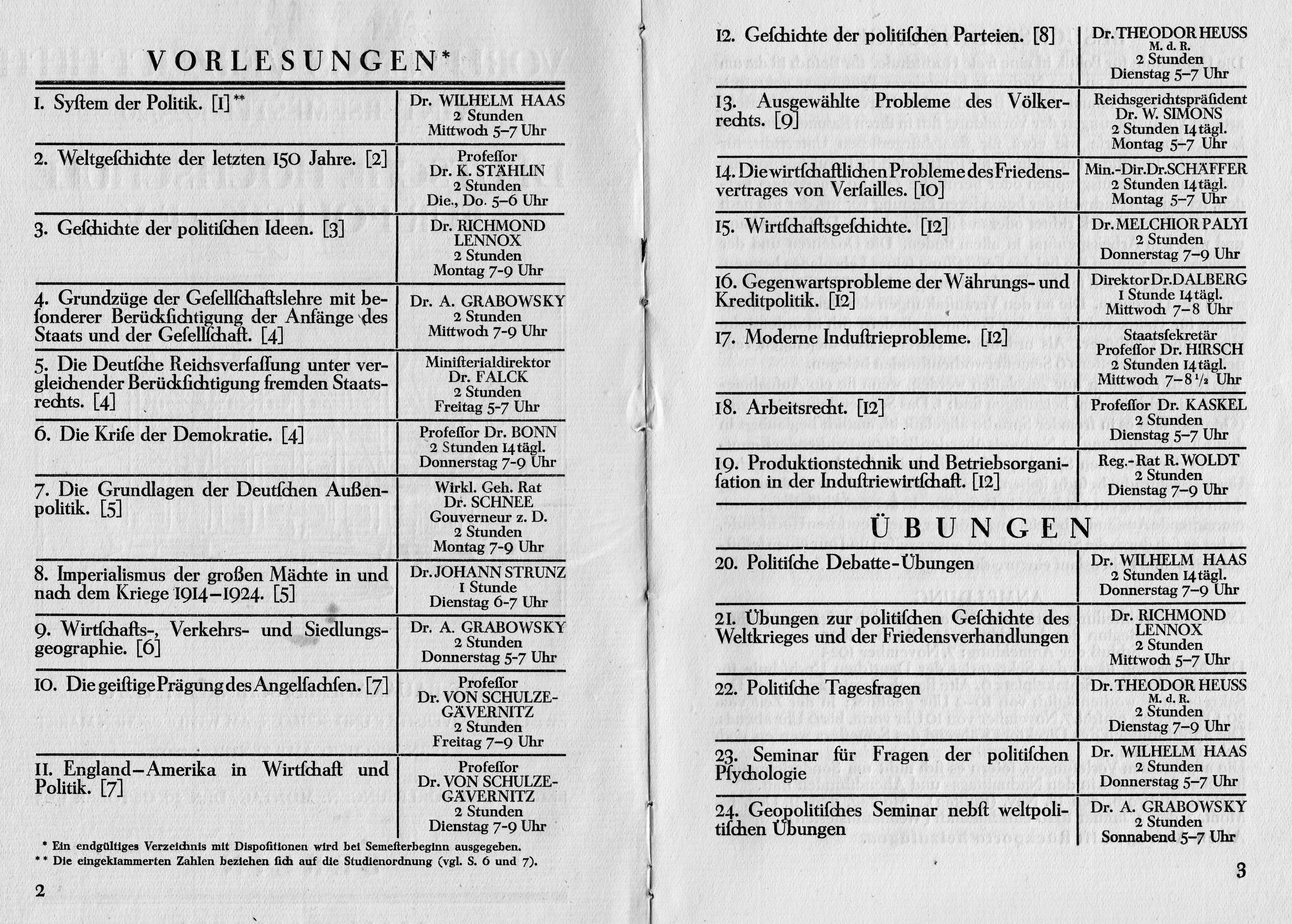
Das Vorlesungsverzeichnis der Deutschen Hochschule für Politik, Berlin, ab Oktober 1925 enthält 19 Vorlesungen und fünf praktische Übungen und praxisorientierte Seminare.

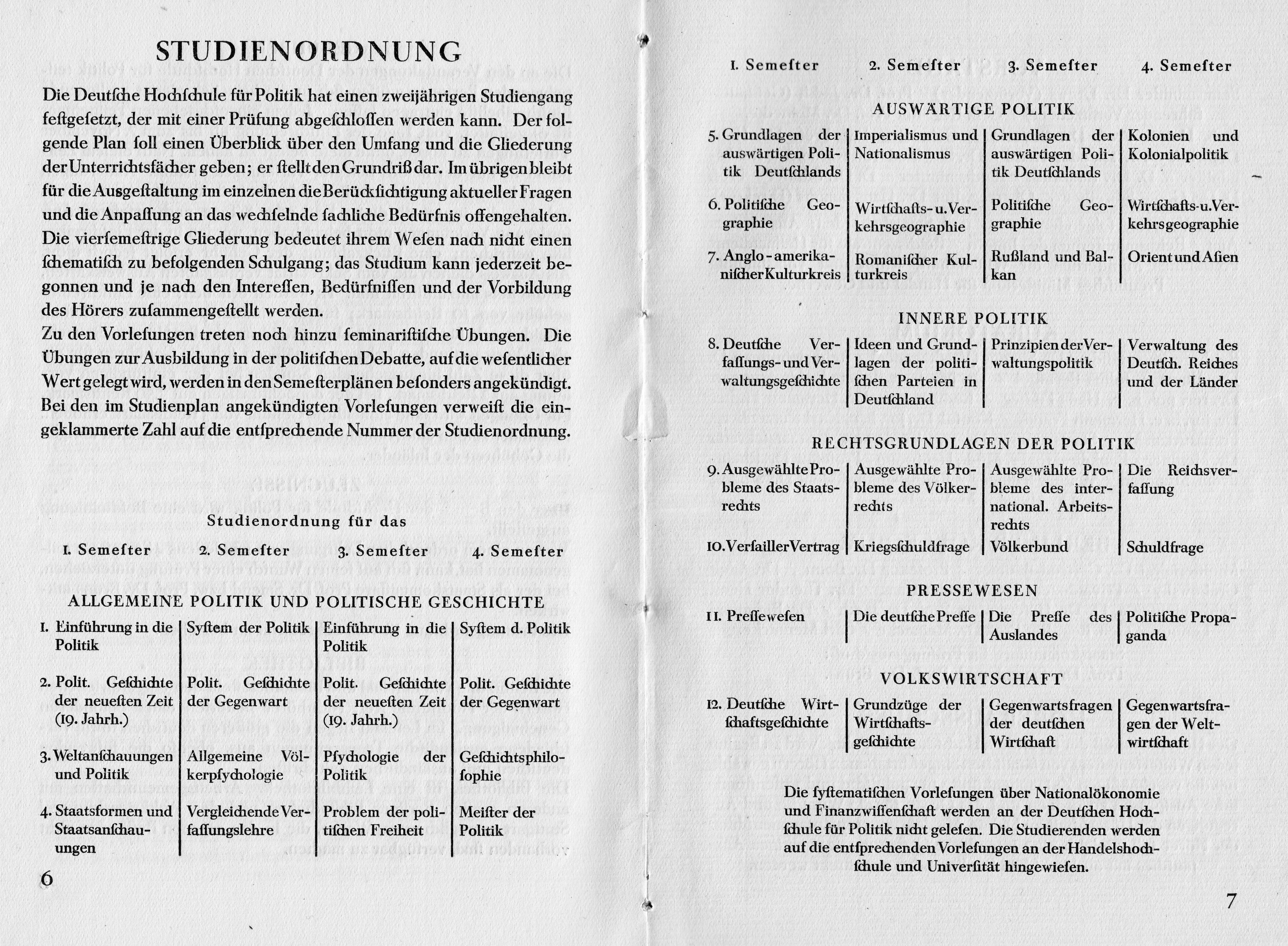
An der Deutschen Hochschule für Politik, Berlin, konnte ein zweijähriger Studiengang absolviert werden. Diese Studienordnung aus dem Vorlesungsverzeichnis vom Wintersemester 1925/26 ist ein Grundriss, der die Unterrichtsangebote gliedert. Seminaristische Übungen mit Praxisbezügen sind hier nicht erfasst, stellten aber einen wichtigen Bestandteil des Studiums dar. Externe Vorlesungen zur Volkswirtschaftslehre sind ebenfalls nicht aufgeführt.

So konnte ein zweijähriger Studiengang absolviert werden. Die Studienordnung war ein Grundriss, der die Unterrichtsangebote gliederte. Sie wurde ausdrücklich nicht als festes Schema verstanden, und die Studierenden durften das Studium jederzeit beginnen und Veranstaltungen nach eigenen Vorstellungen auswählen. Seminaristische Übungen mit Praxisbezügen, etwa Rhetorik und Debatte oder politische Tagesfragen, stellten einen wichtigen Bestandteil des Studiums dar. Zur Ausbildung gehörten auch Veranstaltungen zur Volkswirtschaftslehre (Nationalökonomie und Finanzwissenschaft), aber die Grundlagenvorlesungen waren an der Handelshochschule und Universität Berlin zu belegen.
Zu den Dozenten gehörten u. a.
- die Frauenrechtlerin und Politikerin Gertrud Bäumer,
- die Politiker Carl Heinrich Becker, Rudolf Breitscheid, Rudolf Hilferding, Ernst Niekisch und Wilhelm Heile (er war der erste Rektor der Staatsbürgerschule und bis 1933 Dozent für Staatswissenschaften),
- die Publizisten Georg Cleinow, Ernst Jäckh, Richard Woldt und Theodor Heuss,
- der Politikwissenschaftler Adolf Grabowsky,
- der Staatsrechtler Hermann Heller,
- die Soziologen Albert Salomon, Max Hildebert Boehm und Werner Sombart
- die Historiker Hans Delbrück, Hajo Holborn, Eckart Kehr, Richmond Lennox, Karl Stählin, Johann Strunz, Veit Valentin,
- die Juristen Hermann Pünder, Rudolf Dalberg, Bill Drews, Carl Falck, Wilhelm Haas, Walter Kaskel, Hans Schäffer, Heinrich Schnee und Arnold Brecht,
- die Wirtschaftswissenschaftler Hans Staudinger, Julius Hirsch, Melchior Palyi und Gerhart von Schulze-Gaevernitz

sowie
- die Reichsminister Walther Rathenau und Walter Simons.

Dessen Sohn Hans Simons leitete zeitweilig die Hochschule und nahm ebenfalls Lehraufgaben wahr.
Der Publizist, Reichstagsabgeordnete und spätere Bundespräsident Theodor Heuss war nicht nur als Dozent tätig, sondern hatte bis 1926 die Funktion eines „Studienleiters“, der Dozenten aus Wissenschaft und Praxis rekrutierte und das Lehrprogramm koordinierte. Die Mehrheit der Mitglieder von Leitung und Kollegium gehörten Heuss’ Partei, der linksliberalen Deutschen Demokratischen Partei (DDP) an. Heuss veröffentlichte 1921 eine Denkschrift zur Gründung der Hochschule.

## Nationalsozialismus

### Werdegang bis 1940

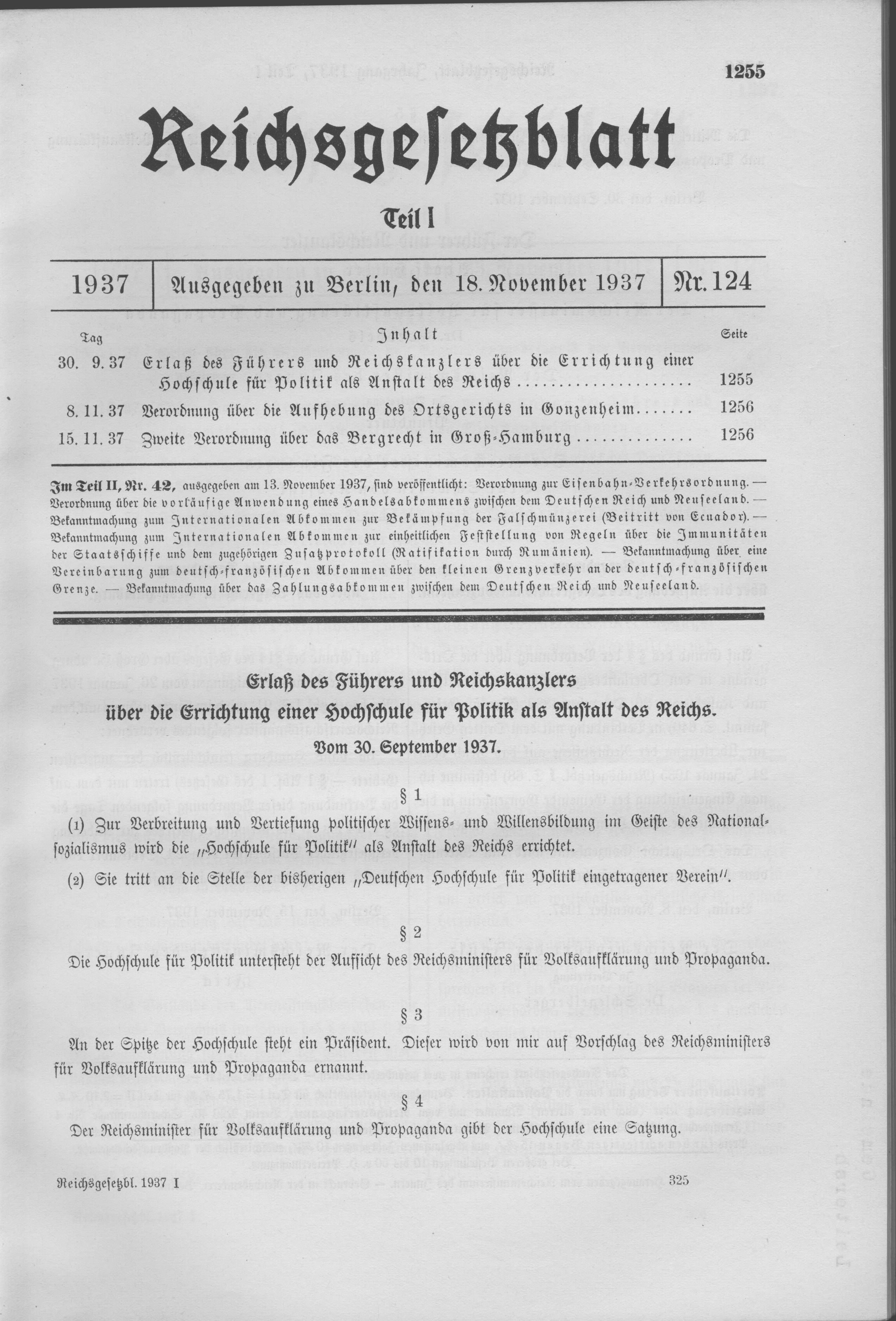
Führererlass über die Errichtung der Hochschule für Politik vom 30. September 1937

Ein Teil der Dozenten der DHfP emigrierte 1933, um sich den Repressionen des NS-Staates gegen politische Gegner und Juden zu entziehen. Im März 1933 übernahm das neue Reichspropagandaministerium die Kontrolle über die Deutsche Hochschule für Politik. Im Mai übertrug das Ministerium dem dortigen Referenten Paul Meier, der schon 1927 der NSDAP beigetreten war, die Leitung zunächst kommissarisch. Im November 1933 wurde er von Joseph Goebbels offiziell als Präsident eingesetzt. Meier nannte sich seitdem Meier-Benneckenstein. Geschäftsführer wurde in der Folgezeit der politische Schriftsteller Peter Kleist, seit 1931 Mitglied der NSDAP.
Während des Nationalsozialismus wurde die gleichgeschaltete Hochschule im Jahr 1937 eine Reichsanstalt mit dem Namen „Hochschule für Politik“. Dem Nationalsozialismus am nächsten standen die „völkisch-konservativen“ Lehrkräfte, die aus dem Politischen Kolleg stammten. Dieses hatte 1927 eine Arbeitsgemeinschaft mit der DHfP begründet. Von da an war der Lehrkörper zerrissen, es wurde kein einheitliches Konzept entwickelt. Die politische Wissenschaft wurde dann auf Außenpolitik und die sogenannte Auslandswissenschaft begrenzt und damit Teil des ideologischen Apparats der nationalsozialistischen Außenpolitik. Johann von Leers wurde 1933 der Leiter der „Abteilung für Außenpolitik und Auslandskunde“.
Zum Sommersemester 1934 richtete die nationalsozialistische Akademie für Deutsches Recht Hans Franks einen Lehrstuhl an der Hochschule für Politik ein. Am 16. Mai 1934 hielt Hans Frank die Eröffnungsrede in der neuen Aula der Universität Berlin. Die ersten Redner dieser Stiftungsprofessur waren Staatssekretär Roland Freisler, Carl Schmitt, Rudolf Schraut und Viktor Bruns.

### Integration in Auslandswissenschaftliche Fakultät und Deutsches Auslandswissenschaftliches Institut (DAWI)
1940 wurde die Deutsche Hochschule für Politik zusammen mit dem Seminar für Orientalische Sprachen, das schon 1935 zur Auslandhochschule der Universität Berlin geworden war, verschmolzen und in die neugegründete Auslandswissenschaftliche Fakultät der Universität eingefügt. Dekan wurde der 30-jährige Franz Alfred Six. Neben seiner Funktion als Dekan leitete Six auch das eng mit der Fakultät verflochtene und personell weitgehend identische Deutsche Auslandswissenschaftliche Institut (DAWI), zu dessen Aufgaben die ideologische Schulung im Kontext auswärtiger Beziehungen gehörte. Ferner diente das Institut als Auslands-Auskunftsstelle für Partei- und Regierungsorgane. Six war ein SS-Intellektueller, der zur Funktionselite der NSDAP gehörte; er arbeitete zugleich als Vorgesetzter Adolf Eichmanns im Reichssicherheitshauptamt an der Judenvernichtung. Ein anderer führender Nationalsozialist der Hochschule für Politik war der Soziologe und Geopolitiker Karl Heinz Pfeffer, der Six als Dekan ablöste. Auch antikolonialistische (meist indische und arabische) Studenten studierten hier bis 1945. Zu dieser Fakultät gehörte auch das der NSDAP unterstehende „Institut für Außenpolitische Forschung“ unter Friedrich Berber.
Zu den Dozenten der Auslandswissenschaftlichen Fakultät gehörten auch Albrecht Haushofer, Ernst Wilhelm Eschmann, Werner Schmidt, Arvid Harnack und Mildred Harnack. Studenten an dieser Fakultät waren u. a.: Johannes Karl Richter (bis 1954; ab 1963 Leiter der Landeszentrale für politische Bildungsarbeit), Ursula Besser, Eva-Maria Buch, Ursula Goetze, Horst Heilmann, Rainer Hildebrandt, Bohdan Osadczuk (Pseudonym: Alexander Korab), Harro Schulze-Boysen und Fritz Steppat.
Weitere Autoren in den Publikationen der NS-Institute im Umfeld der Hochschule, meist in den „(Hamburger) Monatsheften für auswärtige Politik“ waren Karl Megerle, häufig Giselher Wirsing sowie Karl Kerkhof. Ein zentrales Publikationsorgan war die Zeitschrift für Politik, die zu dieser Zeit im Carl Heymanns Verlag erschien. Weitere Reihen und Monographien von assoziierten Autoren erschienen im Junker und Dünnhaupt Verlag Berlin.
Der Anteil der NSDAP-Parteimitglieder dieser Fakultät betrug 65 %, doppelt so viel wie an anderen Berliner Hochschulinstituten (Universität Berlin 38 %, Philosophische Fakultät 31 %). Sie arbeitete eng mit dem staatlichen Deutschen Auslandswissenschaftlichen Institut DAWI des Reichsministeriums für Volksbildung zusammen. Leiter des DAWI war ebenfalls Six, der in einer dritten Funktion noch Führer einer „Kulturpolitischen Abteilung“ des AA war; ein typischer nationalsozialistischer Multifunktionär. Einen guten Überblick über die Protagonisten des Six-Instituts DAWI liefert das Autorenverzeichnis des mit 1248 Seiten umfangreichen „Jahrbuches der Weltpolitik 1944“ mit ca. 40 verschiedenen Autoren. Hier traf sich alles, was in der nationalsozialistischen Kriegs- und Außenpolitik bzw. bei deren „wissenschaftlicher“ Untermauerung in Zukunft Karriere machen wollte.

## Nachkriegszeit
1948 erfolgte die Wiederbegründung der Deutschen Hochschule für Politik unter dem Sozialdemokraten Otto Suhr. Mit der Umwandlung der Hochschule in das 1959 neu gegründete Otto-Suhr-Institut vollzog sich die Integration in die Freie Universität Berlin und der Umzug nach Berlin-Dahlem. In das repräsentative ehemalige Gebäude in Schöneberg zog 1971 die Fachhochschule für Wirtschaft Berlin.
Die ehemaligen Nationalsozialisten fanden nach Gideon Botsch eine neue Heimat in der 1951 gegründeten „Auslandswissenschaftlichen Gesellschaft“. So publizierte dort Gerhard von Mende, der für die muslimischen SS-Truppen des Mufti zuständig gewesen war und seine pädagogischen Instruktionen als Direktor in der Bundeszentrale für politische Bildung mit einer leicht geänderten Zielgruppe fortsetzte. Eine Ausnahme machte Herbert Scurla, früher Dozent und Beiratsmitglied am DAWI, der nach 1945 als Kulturbundfunktionär, Schriftsteller und Journalist eine zweite Karriere in der SBZ/DDR startete und hier hoch geehrt wurde, unter anderem 1974 mit dem Vaterländischen Verdienstorden in Gold.

## Erinnerung
Eine Ausstellung von Siegfried Mielke und seinen Mitarbeitern über Studenten und Dozenten der DHfP, „die in der Zeit der NS-Diktatur in Widerstandsgruppen aktiv waren“, wurde am 14. Juni 2008 im Foyer des OSI von Bundestagsvizepräsident Wolfgang Thierse eröffnet. Inzwischen wird die Schau auch an anderen Orten gezeigt. Ausstellung und Begleitbuch geben einen Überblick über die Entwicklung der Hochschule. Im Mittelpunkt stehen mehrere Dutzend Biografien von Dozenten und Studenten, die im Widerstand oder in der Emigration in unterschiedlichen Gruppierungen gegen den Nationalsozialismus gekämpft haben. Die Biografien belegen einen Zusammenhang zwischen der demokratischen Orientierung der Hochschule und dem politischen Engagement vieler ihrer Dozenten und Studierenden gegen den NS-Staat. Während bereits zur Jahreswende 1932/33 an den deutschen Universitäten Dozenten und Studierende in großen Scharen zu den Nationalsozialisten überliefen, blieb an der DHfP die Mehrheit der Dozenten und Studierenden den demokratischen Gründungsintentionen treu. Nach Angaben der Autoren sei dies „einzigartig“ in der Hochschullandschaft. Einzigartig sei auch die große Anzahl an Dozenten und Studierenden, die sich Widerstandsgruppen anschloss oder aus der Emigration das NS-System bekämpfte.